# Distretto di Saida
Il distretto di Saida è un distretto della provincia di Saida, in Algeria.

## Comuni
Il distretto di Saida comprende 1 comune:
- Saida